# Gregg Popovich
Gregg Charles Popovich (East Chicago, 28 gennaio 1949) è un dirigente sportivo statunitense di origini serbe e croate, professionista nella NBA, presidente ed ex allenatore dei San Antonio Spurs.
È quinto coach di sempre per anelli conquistati e primo per partite vinte. Dal 2018 al 2021 è stato anche capo allenatore della nazionale di basket degli Stati Uniti, con cui aveva precedentemente collaborato tra il 2002 e il 2004.
È l'allenatore più vincente della storia NBA, con 1422 vittorie in 2291 partite, tutte sulla panchina dei suoi San Antonio Spurs, con i quali ha collezionato 5 anelli, 13 titoli di division e 3 allenatore dell'anno in 26 stagioni.
Nel 2023 è stato inserito fra i membri del Naismith Memorial Basketball Hall of Fame.

## Carriera
Nato da genitori jugoslavi - padre serbo, madre croata - Gregg Popovich inizia l'attività di allenatore di basket già da molto giovane; infatti all'età di 23 anni diventa il vice allenatore della Air Force Academy, fino al 1978. Successivamente riceve l'incarico di allenare il Pomona-Pitizer College, ma con risultati mediocri. Nonostante ciò viene ingaggiato come vice allenatore da una squadra di NBA, i San Antonio Spurs.
Resta tale fino al 1992, dopo di che si trasferisce a Oakland, ad allenare i Golden State Warriors, ma, ancora una volta, da secondo.
Nel 1996 viene richiamato dai San Antonio Spurs, come general manager e vice presidente della franchigia. Durante la stagione 1996-97 licenzia l'allora allenatore della squadra, Bob Hill, e si nomina head coach. Dopo un anno di alti e bassi, nel Draft del 1997 sceglie Tim Duncan con la prima scelta assoluta. La scelta si scopre ben presto vincente, infatti gli Spurs vincono il titolo nel 1999, in finale contro i New York Knicks, e il duo di lunghi formato dallo stesso Duncan (eletto poi MVP della serie finale) e David Robinson  si rivela immarcabile per gli avversari.
Ma Popovich non si ferma qua: infatti decide di prendere in squadra nel 2001 il francese Tony Parker e nel 2002 l'argentino Emanuel Ginóbili. Anche queste scelte si rivelano quanto mai azzeccate, con la vittoria del secondo titolo nel 2003 e del terzo nel 2005, battendo in finale rispettivamente i New Jersey Nets (di Jason Kidd) all'ultima stagione di David Robinson, e i Detroit Pistons (campioni dell'anno precedente). Popovich non ottiene poi gli stessi risultati ottenuti precedentemente fino al 2007, quando vince il suo quarto titolo NBA, grazie ai big three (Duncan, Parker e Ginóbili), che battono in finale i Cleveland Cavaliers della giovane stella LeBron James.
Gli Spurs vincono la regular season della stagione 2011-12, ma dopo aver affondato gli Utah Jazz e i Los Angeles Clippers, escono dai play-off in finale di Conference, battuti per 4-2 dagli Oklahoma City Thunder.
Dopo essere stati dati per l'ennesima volta per spacciati, durante la stagione 2012-13, si guadagnano la testa di serie numero 2 della conference e fanno ancora vittime nei play-off: eliminati i Los Angeles Lakers al primo turno e i Golden State Warriors al secondo, superano con un secco 4-0 i Memphis Grizzlies nelle finali della Western Conference, accedendo per la quinta volta nella loro storia alle NBA Finals. Qui incontrano i Miami Heat, reduci da una vittoria in gara 7 contro gli Indiana Pacers. La serie è molto bella e combattuta con gli Spurs che vincono gara-1, gara-3 e gara-5 arrivando sul 3-2 in gara-6 a Miami. In gara-6 mentre stanno vincendo 94-89 a 28 secondi dalla fine si fanno rimontare con due triple di LeBron James e Ray Allen che costringono a giocare i tempi supplementari, dove gli Spurs perdono 100-103. In gara-7, sotto 88-90 nell'ultimo minuto, Tim Duncan sbaglia due tap-in consecutivi e gli Heat allungano fino a +7, vincendo così il loro terzo titolo.
Nel 2013-14 con un record di 62-20 Popovich vince ancora la regular season e viene nominato per la terza volta allenatore dell'anno. Nei play-off gli Spurs eliminano i Dallas Mavericks per 4-3, i Portland Trail Blazers per 4-1 e gli Oklahoma City Thunder per 4-2, accedendo così alle NBA Finals per la seconda stagione consecutiva (sesta volta in assoluto per gli Spurs). Il 15 giugno 2014 gli Spurs sconfiggono i favoriti Miami Heat dei big three James, Wade e Bosh con un netto 4-1. Popovich vince il suo quinto titolo NBA, Kawhi Leonard sarà nominato MVP delle finals.
Durante la stagione 2014-15 contro gli Indiana Pacers raggiunge quota 1.000 vittorie da allenatore.
Il 4 febbraio 2017 stabilisce il nuovo record NBA come allenatore più vincente con la stessa franchigia, arrivando a 1.128 partite vinte e superando Jerry Sloan.
Il 4 aprile 2019 diventa l'allenatore espulso più velocemente nella storia dell'NBA in quanto è stato espulso dopo 63 secondi contro i Denver Nuggets.
Nella partita contro i Denver Nuggets ai playoff 2018/19, diventa l'allenatore con più partite vinte tra regular season e playoff, con 1413 partite, superando Lenny Wilkens.
Il 12 marzo 2022 diventa l'allenatore più vincente della storia dell'NBA grazie alla vittoria sugli Utah Jazz per 104-102, superando così Don Nelson a quota 1335 vittorie in carriera da allenatore.
Il 2 novembre 2024 subisce un ictus, che lo costringe a lasciare a tempo indeterminato la panchina degli Spurs, venendo sostituito ad interim da Mitch Johnson; nel successivo mese di aprile è colpito da un lieve malore mentre sta cenando in un ristorante di San Antonio, venendo tuttavia dimesso dall'ospedale dopo poche ore.
Il 2 maggio 2025 annuncia il ritiro da allenatore, venendo contestualmente nominato presidente degli Spurs.

## Statistiche

### Allenatore
| * | Record |

| Stagione | Squadra           | Regular Season | Regular Season | Regular Season | Regular Season | Regular Season           | Post Season                                                 |
| Stagione | Squadra           | V              | P              | % V            | G              | Posizione finale         | Post Season                                                 |
| -------- | ----------------- | -------------- | -------------- | -------------- | -------------- | ------------------------ | ----------------------------------------------------------- |
| 1996-97  | San Antonio Spurs | 17             | 47             | 26,6           | 64             | 6º in Midwest Division   | Manca i play-off                                            |
| 1997-98  | San Antonio Spurs | 56             | 26             | 68,3           | 82             | 2º in Midwest Division   | Sconfitto alle Semifinali di Conference dai Jazz (1-4)      |
| 1998-99  | San Antonio Spurs | 37             | 13             | 74,0           | 50             | 1º in Midwest Division   | Campione NBA                                                |
| 1999-00  | San Antonio Spurs | 53             | 29             | 64,6           | 82             | 2º in Midwest Division   | Sconfitto al Primo Round dai Suns (1-3)                     |
| 2000-01  | San Antonio Spurs | 58             | 24             | 70,7           | 82             | 1º in Midwest Division   | Sconfitto alle Finali di Conference dai Lakers (0-4)        |
| 2001-02  | San Antonio Spurs | 58             | 24             | 70,7           | 82             | 1º in Midwest Division   | Sconfitto alle Semifinali di Conference dai Lakers (1-4)    |
| 2002-03  | San Antonio Spurs | 60             | 22             | 73,2           | 82             | 1º in Midwest Division   | Campione NBA                                                |
| 2003-04  | San Antonio Spurs | 57             | 25             | 69,5           | 82             | 2º in Midwest Division   | Sconfitto alle Semifinali di Conference dai Lakers (2-4)    |
| 2004-05  | San Antonio Spurs | 59             | 23             | 72,0           | 82             | 1º in Southwest Division | Campione NBA                                                |
| 2005-06  | San Antonio Spurs | 63             | 19             | 76,8           | 82             | 1º in Southwest Division | Sconfitto alle Semifinali di Conference dai Mavericks (3-4) |
| 2006-07  | San Antonio Spurs | 58             | 24             | 70,7           | 82             | 2º in Southwest Division | Campione NBA                                                |
| 2007-08  | San Antonio Spurs | 56             | 26             | 68,3           | 82             | 2º in Southwest Division | Sconfitto alle Finali di Conference dai Lakers (1-4)        |
| 2008-09  | San Antonio Spurs | 54             | 28             | 65,9           | 82             | 1º in Southwest Division | Sconfitto al Primo Round dai Mavericks (1-4)                |
| 2009-10  | San Antonio Spurs | 50             | 32             | 61,0           | 82             | 2º in Southwest Division | Sconfitto alle Semifinali di Conference dai Suns (0-4)      |
| 2010-11  | San Antonio Spurs | 61             | 21             | 74,4           | 82             | 1º in Southwest Division | Sconfitto al Primo Round dai Grizzlies (2-4)                |
| 2011-12  | San Antonio Spurs | 50             | 16             | 75,8           | 66             | 1º in Southwest Division | Sconfitto alle Finali di Conference dagli Thunder (2-4)     |
| 2012-13  | San Antonio Spurs | 58             | 24             | 70,7           | 82             | 1º in Southwest Division | Sconfitto alle NBA finals dai Heat (3-4)                    |
| 2013-14  | San Antonio Spurs | 62             | 20             | 75,6           | 82             | 1º in Southwest Division | Campione NBA                                                |
| 2014-15  | San Antonio Spurs | 55             | 27             | 67,1           | 82             | 3º in Southwest Division | Sconfitto al Primo Round dai Clippers (3-4)                 |
| 2015-16  | San Antonio Spurs | 67             | 15             | 81,7           | 82             | 1º in Southwest Division | Sconfitto alle Semifinali di Conference dai Thunder (2-4)   |
| 2016-17  | San Antonio Spurs | 61             | 21             | 74,4           | 82             | 1º in Southwest Division | Sconfitto alle Finali di Conference dagli Warriors (0-4)    |
| 2017-18  | San Antonio Spurs | 47             | 35             | 57,3           | 82             | 3º in Southwest Division | Sconfitto al primo round dai Warriors (1-4)                 |
| 2018-19  | San Antonio Spurs | 48             | 34             | 58,5           | 82             | 2º in Southwest Division | Sconfitto al primo round dai Nuggets (3-4)                  |
| 2019-20  | San Antonio Spurs | 32             | 39             | 45,1           | 71             | 4º in Southwest Division | Manca i play-off                                            |
| 2020-21  | San Antonio Spurs | 33             | 39             | 45,8           | 72             | 3º in Southwest Division | Manca i play-off                                            |
| 2021-22  | San Antonio Spurs | 34             | 48             | 41,5           | 82             | 4º in Southwest Division | Manca i play-off                                            |
| 2022-23  | San Antonio Spurs | 22             | 60             | 26,8           | 82             | 5º in Southwest Division | Manca i play-off                                            |
| 2023-24  | San Antonio Spurs | 22             | 60             | 26,8           | 82             | 5º in Southwest Division | Manca i play-off                                            |
| 2024-25  | San Antonio Spurs | 2              | 3              | 40,0           | 5              | -                        | -                                                           |
|          | Carriera          | 1390*          | 824            | 62,8           | 2214           |                          |                                                             |

## Palmarès

### NBA

#### Allenatore
- Campionato NBA: 5

San Antonio Spurs: 1999, 2003, 2005, 2007, 2014
- Allenatore dell'anno: 3 (record condiviso con Don Nelson e Pat Riley)

2003, 2012, 2014
- Allenatore all'All-Star Game: 4

2005, 2011, 2013, 2016
- Inserito tra i 15 Greatest Coaches in NBA History nel 2022

#### General Manager
- Campionato NBA: 1

San Antonio Spurs: 1999

### Nazionale
- Oro olimpico: 1

Tokyo 2020